# Miss Brésil 1959
Miss Brésil 1959, 6e élection de Miss Brésil, s'est déroulée le 18 juin 1959 au Ginásio do Maracanãzinho. La cérémonie est diffusée pour la première fois à la télévision sur Rede Tupi.
La gagnante, Vera Ribeiro succède à Adalgisa Colombo, Miss Brésil 1958.

## Classement final
| Titre            | Candidates                           |
| ---------------- | ------------------------------------ |
| Miss Brésil 1959 | - Guanabara - Vera Regina Ribeiro    |
| 1re dauphine     | - Pernambouc - Dione de Oliveira     |
| 2e dauphine      | - Bahia - Maria Euthymia Manso       |
| 3e dauphine      | - São Paulo - Terezinha Rodrigues    |
| 4e dauphine      | - Minas Gerais - Vânia Beatriz Diniz |

## Prix distribués
| Prix           | Candidate                           |
| -------------- | ----------------------------------- |
| Miss Sympathie | - Minas Gerais - Vânia Diniz Gotlib |

## Candidates
| Numéro | État                | Nom                          |
| ------ | ------------------- | ---------------------------- |
| 1      | Acre                | Eneida Dulce de Castro       |
| 2      | Alagoas             | Lydia Anny Kunz Barreto      |
| 3      | Amapá               | Dalva Marinho Monteiro       |
| 4      | Amazonas            | Nora Pazuelo Sabbá           |
| 5      | Bahia               | Maria Euthymia Manso         |
| 6      | Ceará               | Rufina Braga de Justa        |
| 7      | District fédéral    | Martha Garcia                |
| 8      | Espírito Santo      | Linéia de Souza Campos       |
| 9      | Goiás               | Norma Freire de Carvalho     |
| 10     | Guanabara           | Vera Regina Ribeiro Secco    |
| 11     | Maranhão            | Lenita da Conceição Barros   |
| 12     | Mato Grosso         | Marly Cardoso Rosa           |
| 13     | Minas Gerais        | Vânia Beatriz Diniz          |
| 14     | Pará                | Mary Prado Azevedo           |
| 15     | Paraíba             | Glícia Chianca               |
| 16     | Paraná              | Shirley Tempski              |
| 17     | Pernambouc          | Dione Brito de Oliveira      |
| 18     | Piauí               | Vera Zorina Neiva Nunes      |
| 19     | Rio de Janeiro      | Maria Lúcia de Athayde Braga |
| 20     | Rio Grande do Norte | Terezinha de Maria Bastos    |
| 21     | Rio Grande do Sul   | Maria Otília do Carmo        |
| 22     | Roraima             | Fernanda Pinheiro            |
| 23     | Santa Catarina      | Ivone Baumgarten             |
| 24     | São Paulo           | Terezinha Rodrigues          |
| 25     | Sergipe             | Aparecida Guimarães          |

## Observations